# DJ Qualls
Donald Joseph Qualls, detto DJ (Nashville, 10 giugno 1978), è un attore e produttore cinematografico statunitense.

## Biografia
Nato e cresciuto nel Tennessee, uno dei cinque figli di Debbie e Donnie Qualls, studia presso la Coffee County Central High School. All'età di 14 anni gli viene diagnosticato un linfoma di Hodgkin e passa gran parte della sua adolescenza sottoponendosi a sedute di chemioterapia e a vari interventi chirurgici. Guarito dalla malattia, si trasferisce in Inghilterra per studiare inglese e letteratura all'Università di Londra. Terminati gli studi ritorna in Tennessee, dove entra a far parte di una compagnia teatrale locale. Durante una delle sue performance viene notato dal fotografo David LaChapelle che lo inizia al lavoro di modello, lavorando per Calvin Klein e Prada. Debutta al cinema con un piccolo ruolo in La scuola più pazza del mondo e in seguito ottiene un ruolo più di rilievo nella commedia Road Trip. Nel 2001 prende parte al videoclip di Britney Spears Boys e nel 2008 a quello dei Simple Plan I'm Just A Kid. Nel 2002 partecipa al film corale Big Trouble - Una valigia piena di guai e nello stesso anno è protagonista della commedia Un ragazzo tutto nuovo. Nel 2003 è l'esperto informatico "Ratto" nel fantascientifico The Core.
Negli anni seguenti partecipa come ospite a varie serie televisive, come Criminal Minds, Detective Monk, My Name Is Earl, Scrubs - Medici ai primi ferri, Numb3rs, The Big Bang Theory, Supernatural e Lost: in quest'ultima ha interpretato l'amico di Hugo Reyes. È uno degli interpreti della commedia A proposito di Steve con Sandra Bullock e Bradley Cooper, uscita nel 2009. Sempre nel 2009 partecipa alla serie Breaking Bad nel ruolo di un agente di polizia infiltrato. Tra il 2010 e il 2011 ha fatto parte del cast principale della serie televisiva Memphis Beat nel ruolo di Davey Sutton, mentre dal 2013 è uno dei personaggi principali della serie Legit del comico Jim Jefferies. A partire dal 2014 interpreta il personaggio del Cittadino Z nella serie televisiva Z Nation, fino al 2018. Nel gennaio 2020 ha fatto coming out dichiarandosi omosessuale.
Nel marzo del 2023 ha annunciato il suo fidanzamento ufficiale con il suo compagno Ty Olsson, attore che ha conosciuto durante una delle convention di Supernatural con cui aveva lavorato insieme.

## Filmografia

### Cinema
- La scuola più pazza del mondo (National Lampoon's Senior Trip), regia di Kelly Makin (1995)
- Road Trip, regia di Todd Phillips (2000)
- Big Trouble - Una valigia piena di guai (Big Trouble), regia di Barry Sonnenfeld (2002)
- Stella solitaria (Lone Star State of Mind), regia di Davis Semel (2002)
- Un ragazzo tutto nuovo (The New Guy), regia di Ed Decter (2002)
- The Core, regia di Jon Amiel (2003)
- Hustle & Flow - Il colore della musica (Hustle & Flow), regia di Craig Brewer (2005)
- Familiar Strangers, regia di Zackary Adler (2008)
- Road Trip: Beer Pong, regia di Steve Rash (2009)
- A proposito di Steve (All About Steve), regia di Phil Traill (2010)
- Small Apartments, regia di Jonas Åkerlund (2012)
- Pawn Shop Chronicles, regia di Wayne Kramer (2013)
- November Rule, regia di Mike Elliott (2015)
- Carved - La zucca assassina (Carved), regia di Justin Harding (2024)

### Televisione
- Scrubs - Medici ai primi ferri (Scrubs) – serie TV, episodio 1x17 (2002)
- Lost – serie TV, episodio 2x04 (2005)
- Criminal Minds – serie TV, episodio 1x01 (2005)
- Law & Order: Criminal Intent – serie TV, episodio 5x09 (2005)
- Detective Monk (Monk) – serie TV, episodio 4x13 (2006)
- CSI - Scena del crimine (CSI: Crime Scene Investigation) – serie TV, episodio 7x07 (2006)
- Numb3rs – serie TV, episodio 4x07 (2007)
- My Name Is Earl – serie TV, episodi 2x16-3x09-3x10 (2007)
- The Big Bang Theory – serie TV, episodio 1x10 (2008)
- Breaking Bad – serie TV, episodio 2x08 (2009)
- Memphis Beat – serie TV, 20 episodi (2010-2011)
- Supernatural – serie TV, 5 episodi (2011-2018)
- Hawaii Five-0 – serie TV, episodio 4x06 (2013)
- Legit – serie TV, 26 episodi (2013-2014)
- Perception – serie TV, 5 episodi (2013-2015)
- Z Nation – serie TV, 33 episodi (2014-2018)
- L'uomo nell'alto castello (The Man in the High Castle) – serie TV (2015-2019)
- Fargo – serie TV, episodi 3x07-3x08 (2017)

## Doppiatori italiani
Nelle versioni in italiano delle opere in cui ha recitato, DJ Qualls è stato doppiato da:
- Davide Perino in Scrubs - Medici ai primi ferri, Stella solitaria, Hustle & Flow - Il colore della musica, Lost, The Big Bang Theory, Memphis Beat, Supernatural
- Daniele Raffaeli in Z Nation, L'uomo nell'alto castello
- Renato Novara in Law & Order: Criminal Intent
- George Castiglia in Road Trip
- Marco Vivio in Un ragazzo tutto nuovo
- David Chevalier in The Core
- Corrado Conforti in Criminal Minds
- Luigi Scribani in CSI - Scena del crimine
- Stefano Onofri in Detective Monk
- Nanni Baldini in My Name Is Earl
- Mirko Mazzanti in Breaking Bad
- Enrico Di Troia in A proposito di Steve
- Massimo Aresu in Small Apartments
- Daniele Giuliani in Hawaii Five-0
- Alessandro Quarta in Perception
- Luigi Ferraro in Cabinet of Curiosities